# 佐藤眞
佐藤 眞（さとう しん、旧字体：佐藤󠄁 眞、1938年（昭和13年）8月24日 - ）は、日本の作曲家。

## 人物
代表曲には合唱団などで幅広く歌われている「大地讃頌」（『土の歌』の終曲）など。4つの交響曲、6つのオペラ、ピアノ協奏曲、ヴァイオリン協奏曲、管弦楽のための協奏曲なども知られる。茨城県水戸市生まれ。 1961年(昭和36年)東京藝術大学音楽学部作曲科卒業。 1963年(昭和38年)同専攻科修了。作曲を下総皖一および池内友次郎に師事。 東京藝術大学音楽学部教授を2006年に退官。 現在、東京藝術大学音楽学部名誉教授、日本現代音楽協会名誉会員。
指揮者としても活動している。また、ピアニストとしては1993年12月に天満敦子との共演で『望郷のバラード』（日本初演）や『クロイツェルソナタ』『チャルダーシュ』を演奏しており、CD化されている（concert imagine、IMG-1001）。11度が届く大きな手の持ち主であり、「大地讃頌」のピアノ伴奏のオクターブ和音の連続にもそれらが反映されている。
賞歴は、日本音楽コンクール作曲部門第1位および特別作曲賞（1961年）、芸術祭賞（1964年、文部省主催）、トリノ市賞（1972年）、イタリア賞グランプリ（1975年）、芸術祭大賞（1983年、文化庁主催）、第2回下総皖一音楽賞（1990年）、他多数。

## 主要作品

### オペラ
- ツレップ（田中澄江 作 3幕4場）
- 雪女風土記（竹内勇太郎 作 2幕）
- 奇跡の手
- 犀（イヨネスコ 原作）
- 芥子の天人（小池タミ子 作）
- 「ディオニゾス」
- ビロン（仮題・自作台本で作曲中）

### 管弦楽
- 交響曲第1番（1961年） 第30回日本音楽コンクール第1位、特別賞
- 交響曲第2番（1963年）
- ピアノと管弦楽のための喜遊曲（1964年）
- 管弦楽のための変奏曲（1970年）
- ソプラノと管弦楽のための交響的瞑想曲『死の淵より』（1973年）
- 交響的変容（1975年）
- 管弦楽のためのラプソディー（1978年）
- 交響曲第3番（1979年）
- ピアノ協奏曲（1983年） 芸術祭大賞
- 交響曲第4番（1986年）
- 管弦楽のための協奏曲（1987年）
- 交響詩『北の大地』（1990年）
- 管弦楽のためのバラード（1992年）
- ヴァイオリン協奏曲（2005年）

### 室内楽・器楽
- ヴァイオリンとピアノのための『カプリッチョ』
- チェロとピアノのための『エレジー』
- 『哀歌』ヴィオラとピアノのための
- クラリネットとピアノのための『幻想曲』
- 無伴奏ヴァイオリンのための『幻想曲』
- ファゴットとピアノのための『パストラーレ』
- ピアノ、ヴァイオリン、チェロのための『ノヴェレッテ』
- ピアノ・ソナタ第1番
- 2台ピアノのための『ブルレスク』
- こどものためのピアノ曲集『翔くんのピアノファンタジー』
- 弦楽四重奏曲第1番
- 弦楽四重奏曲第2番
- オルガンのための『前奏曲、間奏曲、フーガ』

### 合唱
- 混声合唱のための組曲『蔵王』（ニッポン放送委嘱、プロデューサー 池田文雄）
- 混声（女声・男声）合唱のための組曲『旅』
- 混声合唱とオーケストラのためのカンタータ『土の歌』（ピアノ伴奏版もある。終曲「大地讃頌」は広く知られる）
- 男声四重唱、混声合唱と管弦楽のためのレクイエム『眠れ幼き魂』（混声合唱とピアノ、または女声合唱とピアノのためのヴァージョンもある）
- 無伴奏混声合唱のための『新・わらべうた』
- 混声合唱のための組曲『若い合唱』
- 混声（男声）合唱組曲『若人のうた』
- 無伴奏男声合唱のための『海のヴァリエーション』
- 20のわらべうた
- 混声（女声）合唱組曲『海』
- 混声合唱のためのドラマ『星からの招待』
- 児童（女声）合唱のための組曲『水の国・川の街』
- 混声合唱とピアノのための組曲『水の惑星』
- 混声合唱とピアノのための組曲『美しい星に』
- 女声合唱とピアノのための2つの小品『舞・花びらのかんむり』
- 児童合唱、混声合唱とピアノのための合唱幻想曲『ふるさと』
- 『みえない樹』（昭和52年度NHK全国学校音楽コンクール高等学校の部課題曲）
- 『時代－飛び立つ鳥は－』（昭和63年度NHK全国学校音楽コンクール高等学校の部課題曲）
- 『いっぽんの欅の木が』（平成5年度NHK全国学校音楽コンクール中学校の部課題曲）

### 童謡
- ふしぎなでんき
- むぎわらぼうし
- はしるのだいすき
- パチリコパチリンなんだろな
- ぼくのクレヨン
- たねまきちちんぷい

### 団体歌
- 東海旅客鉄道株式会社 社歌
- 小山市市歌「小山わがまち」
- 寒河江市民歌
- 埼玉県立大宮光陵高等学校校歌
- 山形県立新庄神室産業高等学校校歌
- 青山中学校校歌
- 長野県飯山高等学校校歌
- 秋田県男鹿市立北陽小学校校歌
- 横浜翠陵中学校・高等学校校歌
- 東京都江戸川区立臨海小学校校歌
- 東京都江戸川区立中小岩小学校校歌
- 神奈川県立大船高等学校校歌
- 東京都立東村山西高等学校校歌
- 千葉県立成田西陵高等学校校歌

### 音楽詩劇
- ハイランドの乙女（ラジオ用作品）
- 蝶を追え！（ラジオ用作品）
- 鯨の願い（ラジオ用作品）
- 魚が消えたとき愛はよみがえる（木村嘉長 作、プロデューサー 三善清達）NHKテレビ創作オペラ 1975年イタリア賞コンクール・グランプリ
- 歳ふる道（テレビ用作品）